# Prizmmy☆
Prizmmy☆（プリズミー）は、2012年から2017年まで活動していた日本の4人組女性ダンス&ボーカルユニット。エイベックス・プロワークス所属。所属レーベルはavex pictures。
前身ユニットはプリズムメイツ。『プリティーリズム・ディアマイフューチャー』の企画として、韓国出身の5人組女性アイドルグループPURETTY（ピュリティ）と共に誕生した。
メンバーのうち、みあとれいなはエイベックス・アーティストアカデミーのキッズ受講生、かりんとあやみはエイベックス・ダンスマスターの受講生である。またメンバー全員が『キラット☆エンタメ チャレンジ・コンテスト』の出場経験者である。
本項では、妹分ユニットプリズム☆メイツ、Prizmmy☆とプリズム☆メイツのメンバーで構成されたユニットPrism☆Box（プリズムボックス）、派生ユニットプリズム☆アイドル研究生's（プリズムアイドルけんきゅうせいズ）についても詳述する。

## 来歴
2011年4月から2012年3月までテレビ東京系6局とBSジャパン（現：BSテレビ東京）で放映されていたテレビアニメ『プリティーリズム・オーロラドリーム』の第1クール - 第3クール（実写パート）に「プリズムメイツ」として出演していた日下部美愛（みあ）、久保玲奈（れいな）、髙橋果鈴（かりん）の3人に、『avex kids Project キラット☆エンタメ チャレンジ・コンテスト2011 SUMMER』でプリティーリズム賞を受賞した瀬間彩海（あやみ）を加えた4人で結成された。
2012年1月に活動を開始し、同年3月16日にシングル「Everybody's Gonna Be Happy」でavex entertainmentよりCDデビューを果たした。同年4月7日より『プリティーリズム・ディアマイフューチャー』の実写パート「プリティーリズムSTUDIO」に出演した。
2014年2月8日、AKIBAカルチャーズ劇場、Prizmmy☆ GROW UP LIVE HYPER!!内にて2014年3月31日をもってあやみのPrizmmy☆卒業を発表。同年3月30日、お台場ヴィーナスフォート教会広場にて卒業イベントを開催。
同年4月4日、プリズム☆メイツ宮崎妃夏（ひな）が、Prizmmy☆加入を発表。4月5日TVアニメ「プリティーリズム・オールスターセレクション」でお披露目。4月22日AKIBAカルチャーズ劇場にてライブ。
2016年5月21日、DigitaReal Lab Launch Partyで、Prizmmy☆の新企画「DigitaReal Lab」がスタート。個性と経験豊かなクリエイター陣6組（michitomo、EBIZ、一、MC KENSAKU、アニラボ.、岸田メル）とコラボレーション。
同年12月9日、showroom、Prizmmy☆・プリズム☆メイツ特別配信にて2017年3月31日をもって、Prizmmy☆・プリズム☆メイツの活動終了を発表。2017年3月30日、新宿ReNYにてPrizmmy☆&プリズム☆メイツ ラストライブ『Hello My Future』開催し、翌日にグループ活動終了。

## メンバー

### 活動終了時のメンバー
| 氏名       | 愛称   | 生年月日       | 出身地   | 血液型 | 備考 |
| ---------- | ------ | -------------- | -------- | ------ | --- |
| 日下部美愛 | みあ   | 2000年3月9日   | 神奈川県 | B型    | - RONI GIRLS 3期生 - 雑誌『ダンス・スタイル・キッズ』3期生 - 元ニコ☆プチスー読、カリ読 - NHK Eテレ「Rの法則」7期メンバー - CONOMiプレゼンツ「第3回CONOMi制服アワード」準グランプリ - 舞台『おやすみジャック・ザ・リッパー』赤ずきん(姉)役 - シズ☆ゲキ「ストライド」 |
| 久保玲奈   | れいな | 1999年10月28日 | 埼玉県   | O型    | - リーダー - RONI GIRLS 3期生 - 雑誌『ダンス・スタイル・キッズ』1期生 - テレビ朝日『関ジャニ∞のTheモーツァルト 音楽王No.1決定戦』（2017年4月29日放送）『今夜、誕生!音楽チャンプ』（2017年12月3日放送）、テレビ東京『THEカラオケ★バトル』（2018年7月11日放送）に出演 - 2023年3月、駒澤大学グローバル・メディア・スタディーズ学部卒業                                       |
| 髙橋果鈴   | かりん | 2000年7月22日  | 千葉県   | A型    | - RONI GIRLS 2期・3期生 - 雑誌『ダンス・スタイル・キッズ』4期生 別名: CaN - 妹はプリズム☆メイツのみれい - なかよし60周年記念公演ミュージカル「美少女戦士セーラームーン」 -Un Nouveau Voyage- セーラーサターン／土萠ほたる役 - 舞台「実は私は」／黄龍院凜役 - 舞台『おやすみジャック・ザ・リッパー』赤ずきん(姉)役舞台 - シズ☆ゲキ「ストライド」                           |
| 宮崎妃夏   | ひな   | 2000年7月11日  | 神奈川県 | A型    | - 2014年4月5日プリズム☆メイツよりPrizmmy☆に加入 - RONI GIRLS 3期生 - JSガール読者モデル ※プリズム☆メイツ兼任メンバーだったがPrizmmy☆の活動に専念するため2015年5月2日をもってプリズム☆メイツを卒業 - 2019年より東京ヤクルトスワローズの公式チアリーディングチーム『Passion』に所属 背番号11。その後 卒業。2021年3月より、高校時代の同級生とYouTubeの『チルパール』を開設。 |

### 旧メンバー
| 氏名     | 愛称   | 生年月日      | 出身地 | 血液型 | 備考 |
| -------- | ------ | ------------- | ------ | ------ | --- |
| 瀬間彩海 | あやみ | 2001年12月8日 | 東京都 | A型    | - 2014年3月30日のお台場ヴィーナスフォート教会広場の公演をもってPrizmmy☆とPrism☆Boxを卒業 - キラット☆エンタメ チャレンジ・コンテスト - 2011 SUMMER プリティーリズム賞 - 元キラピチ専属モデル - 2017年より浅井企画に所属し、女優・タレントとして活動 - フジテレビ『ワイドナショー』などに出演 |

## ディスコグラフィ

### シングル
| 通番 | 発売日         | タイトル                                        | カップリングタイトル                 | 販売形態                                              | 規格品番                  | 備考                                   |
| ---- | -------------- | ----------------------------------------------- | ------------------------------------ | ----------------------------------------------------- | ------------------------- | -------------------------------------- |
| 1    | 2012年3月16日  | Everybody's Gonna Be Happy                      | Popple☆Heart                         | CD+DVD CD                                             | AVCA-49492 AVCA-49493     |                                        |
| 2    | 2012年4月25日  | Dear My Future 〜未来の自分へ〜                 | Party driver                         | CD+DVD                                                | AVCA-49690/B              |                                        |
| 3    | 2012年4月25日  | my Transform                                    | Summer day                           | CD+DVD                                                | AVCA-49691/B              |                                        |
| 4    | 2012年8月29日  | BRAND NEW WORLD!!                               | Prizmmy☆'s AISATSU SONG              | CD+DVD                                                | AVCA-49815/B              |                                        |
| 5    | 2012年11月21日 | Body Rock                                       | Best Friend                          | CD+DVD                                                | AVCA-62020/B              |                                        |
| 6    | 2013年2月20日  | パンピナッ！                                    | ありがとう～Dear father and mother～ | CD+DVD                                                | AVCA-62247/B              |                                        |
| 7    | 2013年5月22日  | BOY MEETS GIRL                                  |                                      | CD+DVD【初回限定ハッピープライス版】 CD+DVD【通常版】 | AVCA-62390/B AVCA-62391/B |                                        |
| 8    | 2013年7月24日  | EZ DO DANCE                                     | パーリィー☆パーリィー                | CD+DVD【初回限定ハッピープライス版】 CD+DVD【通常版】 | AVCA-62529/B AVCA-62530/B |                                        |
| 9    | 2013年10月30日 | CRAZY GONNA CRAZY                               |                                      | CD+DVD【初回限定ハッピープライス版】 CD+DVD【通常版】 | AVCA-62955/B AVCA-62956/B |                                        |
| 10   | 2014年2月5日   | Butterfly Effect                                | Dance Away                           | CD+DVD                                                | AVCA-74083/B              |                                        |
| 11   | 2014年9月17日  | Jumpin'! Dancin'!                               | ワンダ!!!!                           | CD+DVD                                                | EYCA-10002/B              | アニミュウモ限定プロマイド付き企画あり |
| 12   | 2015年2月18日  | I Just Wanna Be With You 〜仮想と真実の狭間で〜 |                                      | CD+DVD                                                | EYCA-10281/B              |                                        |

ライブパフォーマンス限定の楽曲
- Dear My Future 〜未来のかりんへ〜
- Dear My Future 〜未来のあやみへ〜
- Summer day あやみ卒業公演バージョン
- ありがとう ～Dear father and mother～ (ありがとう~dear fan~)
- 寒い夜だから
- survival dAnce ～no no cry more～
- TKメドレー
- ココロリズム
- Over Clock Me
- Shiny Colors!

### アルバム
| 通番 | 発売日        | タイトル      | 販売形態                              | 規格品番              |                                    |
| ---- | ------------- | ------------- | ------------------------------------- | --------------------- | ---------------------------------- |
| 1    | 2013年7月24日 | TAKE OFF!     | CD+DVD【初回生産限定盤】 CD【通常版】 | AVCA-62255 AVCA-62256 | かりんのソロ楽曲「Tear Smile」収録 |
| 2    | 2014年6月25日 | Music Goes On | CD+DVD【初回生産限定盤】 CD【通常版】 | AVCA-74502 AVCA-74503 |                                    |

### ミニアルバム
| 通番 | 発売日        | タイトル     | 販売形態 | 規格品番     |                                                                                 |
| ---- | ------------- | ------------ | -------- | ------------ | ------------------------------------------------------------------------------- |
| 1    | 2016年2月24日 | LOVE TROOPER | CD+DVD   | EYCA-10788/B | みあ&ひな「きゅらるりきゅりるら 」収録 プリズム☆メイツ「全身全霊GO MY WAY」収録 |

### ベストアルバム
| 通番 | 発売日        | タイトル            | 販売形態                                | 規格品番              |
| ---- | ------------- | ------------------- | --------------------------------------- | --------------------- |
| 1    | 2017年2月22日 | Prizmmy☆ THE BEST!! | CD2枚組+DVD【特装版】 CD2枚組【通常版】 | EYCA-11302 EYCA-11304 |

### 映像作品
| 通番 | 発売日         | タイトル                                     | 販売形態    | 規格品番              |                    |
| ---- | -------------- | -------------------------------------------- | ----------- | --------------------- | ------------------ |
| 1    | 2012年9月14日  | Dancer's Party! Prizmmy☆Dance Academy Step.1 | DVD         | AVBA-49764            |                    |
| 2    | 2012年12月21日 | Dancer's Party! Prizmmy☆Dance Academy Step.2 | DVD         | AVBA-49958            |                    |
| 3    | 2013年3月20日  | Dancer's Party! Prizmmy☆Dance Academy Step.3 | DVD         | AVBA-62263            |                    |
| 4    | 2013年12月6日  | Performance☆-LIVE-                           | DVD         | AVBA-62990A           | 新星堂限定版もあり |
| 5    | 2014年1月17日  | Performance☆-MUSIC VIDEO-                    | DVD Blu-ray | AVBA-62998 AVXA-62999 |                    |

## タイアップ
| 楽曲                                            | タイアップ                                                              | 収録作品                                                        |
| ----------------------------------------------- | ----------------------------------------------------------------------- | --------------------------------------------------------------- |
| Everybody's Gonna Be Happy                      | 『プリティーリズム・オーロラドリーム』第4クールエンディングテーマ       | 1stシングル「Everybody's Gonna Be Happy」                       |
| Popple☆Heart                                    | タカラトミー「ポップルハート」CMソング                                  | 1stシングル「Everybody's Gonna Be Happy」                       |
| Dear My Future 〜未来の自分へ〜                 | 『プリティーリズム・ディアマイフューチャー』第1クールオープニングテーマ | 2ndシングル「Dear My Future 〜未来の自分へ〜」                  |
| Party driver                                    | 『プリティーリズム・ディアマイフューチャー』挿入歌                      | 2ndシングル「Dear My Future 〜未来の自分へ〜」                  |
| my Transform                                    | 『プリティーリズム・ディアマイフューチャー』第1クールエンディングテーマ | 3rd シングル「my Transform」                                    |
| Summer day                                      | 『プリティーリズム・ディアマイフューチャー』挿入歌                      | 3rd シングル「my Transform」                                    |
| BRAND NEW WORLD!!                               | 『プリティーリズム・ディアマイフューチャー』第2クールオープニングテーマ | 4thシングル「BRAND NEW WORLD!!」                                |
| Body Rock                                       | 『プリティーリズム・ディアマイフューチャー』第3クールエンディングテーマ | 5thシングル「Body Rock」                                        |
| パンピナッ！                                    | 『プリティーリズム・ディアマイフューチャー』第4クールオープニングテーマ | 6thシングル「パンピナッ！」                                     |
| BOY MEETS GIRL                                  | 『プリティーリズム・レインボーライブ』第1クールオープニングテーマ       | 7thシングル「BOY MEETS GIRL」                                   |
| EZ DO DANCE                                     | 『プリティーリズム・レインボーライブ』第2クールオープニングテーマ       | 8thシングル「EZ DO DANCE」                                      |
| CRAZY GONNA CRAZY                               | 『プリティーリズム・レインボーライブ』第3クールオープニングテーマ       | 9thシングル「CRAZY GONNA CRAZY」                                |
| Butterfly Effect                                | 『プリティーリズム・レインボーライブ』第4クールオープニングテーマ       | 10thシングル「Butterfly Effect」                                |
| Dance Away                                      | DANCE NATION 2013 オフィシャルテーマソング                              | 10thシングル「Butterfly Effect」                                |
| Jumpin'! Dancin'!                               | 『プリパラ』第1クールエンディングテーマ                                 | 11thシングル「Jumpin’! Dancin’!」                               |
| ワンダ!!!!                                      | 『JSDA』×『ONE PIECE』CMソング、タカラトミー「 ステッピー」CMソング     | 11thシングル「Jumpin’! Dancin’!」                               |
| I Just Wanna Be With You ～仮想と真実の狭間で～ | 『プリパラ』第3クールエンディングテーマ                                 | 12thシングル「I Just Wanna Be With You ～仮想と真実の狭間で～」 |
| LOVE TROOPER                                    | 『プリパラ』2ndシーズン第4クールエンディングテーマ                      | ミニアルバム「LOVE TROOPER」                                    |
| ココロリズム                                    | タカラトミー「トワールリングバトン」CMソング                            |                                                                 |
| Shiny Colors!                                   | タカラトミー「プリスポオールカラーズ」テーマソング                      |                                                                 |

## 出演

### テレビ番組
- プリティーリズム・オーロラドリーム（2012年1月14日 - 3月31日、テレビ東京系6局・BSジャパン）
- プリティーリズム・ディアマイフューチャー（2012年4月7日 - 2013年3月30日、テレビ東京系6局・BSジャパン）
- もえ×こん（2012年9月4日、12月24日、2013年2月13日、テレビ東京）
- プリティーリズム・レインボーライブ（2013年4月6日 -2014年3月29日 、テレビ東京系6局・BSジャパン）
- 一夜づけ（2013年5月30日、31日、テレビ東京）
- 一夜づけ（2013年11月14日、15日、テレビ東京）
- プリティーリズム・オールスターセレクション（2014年4月5日 -2014年6月14日 、テレビ東京系6局・BSジャパン）
- コピンクス（2014年6月21日、静岡朝日テレビ）
- 特別開校! プリパラスクール（2014年6月21日、28日、テレビ東京系6局・BSジャパン）
- J：テレスタイル（2014年6月26日、J:COMテレビ：東日本 地デジ10ch/西日本 地デジ12ch （下関エリア 地デジ111ch） ）
- ライブB♪（2014年10月1日、TBS）
- TOKYO IDOL FESTIVAL2014 #18クラブミュージック系アイドル（2014年10月8日、フジテレビNEXT）
- アイドルお宝くじ（2015年5月8日、15日、テレビ朝日）
- NHK Eテレ「Rの法則」(2016年1月4日〜、NHK Eテレ）みあ７期メンバーとして出演
- 林修の今でしょ！講座（2017年1月17日、31日、テレビ朝日）みあ出演

### ラジオ番組
- Kids Dance NATION（2012年2月4日 - 、毎週土曜、sora×niwa FM）
- BEAT GOES ON（2013年5月3日 、FM-FUJI）
- ノン子とのび太のアニメスクランブル（2014年1月23日 、文化放送）
- 菊地亜美の1ami9（2017年2月24日 、ラジオ日本）みあ・ひな出演

### ウェブ番組
- Channel-a りた～んず（2013年6月15日まで期間限定 、エイベックス本社ビル前巨大ビジョン）
- インスタントジョンソンのかわいこちゃ～んNEO!!（2014年2月15日、 AmebaStudio）
- インスタントジョンソンのかわいこちゃ～んNEO!!（2014年3月29日、 AmebaStudio）
- Prism✩Boxネット配信番組「Showroom」（2014年4月14日~毎週レギュラー放送）
- アメスタ・プレミアム放送（2014年5月16日~月１レギュラー放送、 AmebaStudio）
- THE ROAD TO HALLOWEEN PARTY 2014 出演権獲得イベント（2014年9月18日~9月30日、SHOWROOM）
- dキッズ「ダン・ダン・ステップ」（2016年1月~）
- ネット配信番組「Prizmmy☆ DigitaReal Lab in SHOWROOM」（2016年5月~毎月第2・第4月曜日に配信）

### 雑誌
- 「ダンス・スタイル・キッズ」 2012年10月号（2012年9月15日）
- JSDA会報誌　MORe Dance VOL.8　2012 AUTUMN（2012 AUTUMN）
- プリティーリズム･ディアマイフューチャー プリズムスタイルブック シーズン12（2012年12月6日）
- プリティーリズムファン（2013年2月8日）
- プリティーリズム･ディアマイフューチャー プリズムスタイルブック シーズン13（2013年2月14日）
- 「JSDA会報誌　MORe Dance VOL.9　2013 SPRING（2013年3月8日）
- 「ダンス・スタイル・キッズ」 2013年4月号（2013年3月16日）
- 「ダンス・スタイル・キッズ」 2013年6月号（2013年5月16日）
- JSDA会報誌　MORe Dance VOL.10　2013 SUMMER（2013年5月30日）
- 「 SWITCH 」2013年7月号（2013年6月20日）
- ダンスフリーペーパー「movement」2013年7月号（2013年6月25日）
- ストリートダンス エンタメ・マガジン「SDM」2013年7月号（2013年6月30日）
- 「ダンス・スタイル・キッズ」 2013年8月号（2013年7月16日）
- プリティーリズム・レインボーライブ プリズムスタイルブック セッション02（2013年7月16日）
- ファミリーWalker13秋号（2013年9月25日）
- ストリートダンス エンタメ・マガジン「SDM」2013年11月号（2013年11月）
- 「ダンス・スタイル・キッズ」 2013年12月号（2013年11月16日）
- 「GIRL POP」2014 SPRING （2014年2月7日）
- ぷっちぐみ増刊 プリティーリズムファン Vol.5 2014年 03月号（2014年2月20日）
- 2014年アイドル最前線 （2014年2月26日）
- ぷっちぐみ増刊 プリティーリズムファン Vol.6 （2014年5月10日）
- MARQUEE Vol.103 （2014年6月10日）
- DANSTREET Vol.1（2014年7月16日）
- 『TVガイド』短期連載「Prizmmy☆のプリズム☆タイム」（2015年8月12日から計4回の不定期連載）
- 『TVガイド』今週のいちばん星（2015年9月9日）※かりんインタビュー掲載
- SDM teens（2015年12月）
- 『click clap!!』5月号（2016年3月19日）
- LARME 023（2016年7月16日）※みあ
- LARME 024（2016年9月）※みあ

## 公演

### 2012年
- 「Everybody's Gonna Be Happy」発売記念イベント（2012年3月17日、トレッサ横浜） - 初の単独イベント
- プリティーガールズ ドリームチャレンジ 2012（2012年3月30日、パシフィコ横浜）
- Prizmmy☆&RONIスタイリングエンジェル スペシャルステージ（2012年4月21日、ヴィーナスフォート）
- セブン&アイ キッズダンスフェスティバル（2012年5月3日：そごう横浜店、5月6日：西武池袋本店、6月30日：そごう千葉店） - オフィシャルサポーター
- お台場ハワイ・フェスティバル2012（2012年5月5日、ヴィーナスフォート）
- mama fes2012（2012年5月12日、恵比寿ガーデンプレイス）
- ディアマイフューチャーカップ（2012年5月12日、アクアシティお台場）
- 東京おもちゃショー2012（2012年6月16日・17日、東京ビッグサイト）
- avex kids Project キラット☆エンタメ チャレンジ・コンテスト2012 SUMMER（2012年7月28日・29日：イオンモール太田、8月4日・5日：イオンモールりんくう泉南、12日：イオンモール盛岡、25日・26日：イオンモール岡崎、9月1日・2日：イオンモール福岡、15日・16日・17日：イオンレイクタウン）
- 「プリティーリズム・ディアマイフューチャー」ライブステージ（2012年7月21日、お台場 ヴィーナスフォート）
- RENAISSANCE DANCE fes Vol.4（2012年7月22日、STUDIO COAST）
- DANCE KINGDOM in Osaka 2012（2012年8月4日、Zepp Namba）
- ちゃおサマーフェスティバル2012（2012年8月18日、パシフィコ横浜）
- Prism Stoneショップ来店イベント（2012年8月25日：名古屋店、29日：吉祥寺店、9月2日：福岡店）
- 「BRAND NEW WORLD!!」発売記念イベント（2012年8月29日、東急百貨店吉祥寺店）
- キッズゲームフェスタin光が丘 IMA（2012年9月16日、光が丘IMA光の広場）[11]
- トヨタ東京カローラ キッズダンス☆フェスタ 2012（2012年11月10日、アーバンドック ららぽーと豊洲 ）
- DANCE NATION 2012（2012年11月25日、幕張メッセ国際展示場 ）
- 「Body Rock」発売記念イベント（2012年12月8日、お台場 ヴィーナスフォート）
- プリティーリズム LIVE in クリスマス（2012年12月24日、竹芝ニューピアホール）

### 2013年
- 次世代ワールドホビーフェア'13 Winter 東京大会（2013年1月27日、幕張メッセ）
- 「パンピナッ！」発売記念イベント（2013年2月24日、お台場 ヴィーナスフォート）
- プリティーリズム ドリーム☆フェスティバル（2013年3月23日、東京ビッグサイト ）
- 東京国際アニメフェア（2013年3月24日、東京ビッグサイト）
- 東武ダンスフェス（2013年3月24日、新木場STUDIO COAST）
- (有)申し訳AFTERNOON（2013年4月7日、eleven）
- プチ☆コレ 2013（2013年4月21日、渋谷ヒカリエ）
- プリズムストーンショップ原宿店オープン記念イベント（2013年4月27日、28日、 PrismStone原宿）
- ニコニコ超会議2（2013年4月27日、幕張メッセ avexブース）
- avex artist academy Dance＆Vocal Stage @ IKSPIARI（2013年4月29日、イクスピアリ）
- Live iDolspot vol.1（2013年5月1日、Shibuya O-EAST）
- ダイバーシティGWアイドルイベント(仮)（2013年5月3日、ダイバーシティ東京プラザ）
- キッズ＆ジュニア ゴールデンウィークフェスタ（2013年5月4日、東急百貨店札幌店）
- Prizmmy☆とダンスレッスン！（2013年5月5日、エイベックス・アーティストアカデミー東京校）
- 大おもちゃ博 in 品川プリンスホテル（2013年5月6日、品川プリンスホテル）
- Prism☆Box「RainBow×RainBow」なりきり撮影会（2013年5月18日、エイベックス本社）
- (有)申し訳AFTERNOON＠新潟（2013年5月19日、The PLANET）
- 「BOY MEETS GIRL」発売記念イベント（2013年5月25日、お台場 ヴィーナスフォート）
- LIVE DAM 「フリカラ」記念イベント（2013年5月26日、 PrismStone原宿 ）
- Girl'sCelebration（2013年5月28日、渋谷club asia）
- 「BOY MEETS GIRL」発売記念イベント（2013年6月1日、タワーレコード 秋葉原店）
- 「BOY MEETS GIRL」発売記念イベント（2013年6月2日、相鉄ジョイナス）
- アイドル×学生 ～課外授業をはじめますっ!!～（2013年6月2日、大塚Hearts+）
- 東京おもちゃショー2013（2013年6月15日、16日、東京ビッグサイト）
- MTV VIDEO MUSIC AWARDS JAPAN（2013年6月22日、幕張メッセ 幕張イベントホール ）-ガールズR&Bグループ『TLC』ステージにダンスパフォーマーとして出演！
- JSDA×Prizmmy☆ Dance Work Shop（2013年6月28日、エイベックス・アーティストアカデミー福岡校）
- JSDA×Prizmmy☆ Dance Work Shop（2013年6月29日、エイベックス・アーティストアカデミー名古屋校）
- ルネサンスダンスフェス Vol.5（2013年6月30日、新木場STUDIO COAST）
- 次世代ワールドホビーフェア'13 Summer（2013年6月30日、幕張メッセ）
- 渋谷ぶっ飛び!!ガールズ祭り2013（2013年7月1日、Shibuya O-East）
- JSDA×Prizmmy☆ Dance Work Shop（2013年7月6日、エイベックス・アーティストアカデミー東京校）
- JSDA×Prizmmy☆ Dance Work Shop（2013年7月7日、エイベックス・アーティストアカデミー大阪校）
- CD予約会 In PrismStone原宿（2013年7月15日、PrismStone原宿）
- 渋谷ぶっ飛び!!ガールズ祭り2013（2013年7月16日、Shibuya O-East）
- 「EZ DO DANCE」発売記念予約イベント（2013年7月21日、タワーレコード渋谷店）
- 「EZ DO DANCE」発売記念イベント（2013年7月24日、お台場ヴィーナスフォート、PrismStone/DearCrownお台場店）
- 「EZ DO DANCE」発売記念イベント（2013年7月27日、タワーレコード新宿店）
- 「EZ DO DANCE」発売記念イベント（2013年7月28日、イオンモール春日部 風の広場）
- 花テック2013（2013年7月29日、浅草花やしき ）
- 「EZ DO DANCE」発売記念イベント（2013年7月30日、蔦屋書店イオンモール筑紫野 ）
- 「avex夏休みチャレンジレッスン2013」スペシャルワークショップ（2013年7月31日、エイベックス・アーティストアカデミー福岡校）
- エイベックス・アーティストアカデミー福岡校 ちかっぱ夏祭り2013（2013年8月1日、Fukuoka BEAT STATION）
- キラット☆エンタメチャレンジコンテスト 2013 Summer　関西大会（2013年8月3日、4日、イオンモールりんくう泉南）
- Prizmmy☆ GROW UP LIVE vol.1（2013年8月5日、TwinBox AKIHABARA）
- 「avex夏休みチャレンジレッスン2013」スペシャルワークショップ（2013年8月7日、エイベックス・アーティストアカデミー東京校）
- 「avex夏休みチャレンジレッスン2013」スペシャルワークショップ（2013年8月9日、エイベックス・アーティストアカデミー名古屋校）
- a-nation island「IDOL NATION 2013」（2013年8月10日、国立代々木競技場 第一体育館）
- キラット☆エンタメチャレンジコンテスト 2013 Summer 中部大会（2013年8月11日、イオンモール岡崎）
- Prizmmy☆ GROW UP LIVE vol.2（2013年8月12日、TwinBox AKIHABARA）
- 夏休みにPrizmmy☆がやってくる!（2013年8月13日、PrismStone新宿店）
- 新千歳空港アニメフェア2013（2013年8月14日、16日、新千歳空港 国内線2Fセンタープラザ）
- 夏休みにPrizmmy☆がやってくる!（2013年8月15日、PrismStone札幌店）
- ちゃおサマーフェスティバル2013 （2013年8月17日、パシフィコ横浜）
- キラット☆エンタメチャレンジコンテスト 2013 Summer 九州大会（2013年8月18日、イオンモール福岡）
- 夏休みにPrizmmy☆がやってくる!（2013年8月18日、PrismStone福岡店）
- Prizmmy☆ GROW UP LIVE vol.3（2013年8月19日、TwinBox AKIHABARA ）
- avex beach nation（2013年8月23日、avex beach Paradise 由比ヶ浜海岸 ）
- Prizmmy☆Summer Dance Event！（2013年8月24日、お台場 MEGA WEB ）
- Prizmmy☆ GROW UP LIVE vol.4（2013年8月26日、TwinBox AKIHABARA ）
- 「avex夏休みチャレンジレッスン2013」スペシャルワークショップ（2013年8月28日、エイベックス・アーティストアカデミー大阪校）
- キラット☆エンタメチャレンジコンテスト 2013 Summer 関東大会1（2013年8月31日、イオンモール太田）
- a-nation stadium fes.2013（2013年9月1日、東京味の素スタジアム）
- キラット☆エンタメチャレンジコンテスト 2013 Summer 東北大会（2013年9月8日、イオンモール盛岡）
- 「あにこん！らいぶ！！」（2013年9月14日、渋谷WWW）
- キラット☆エンタメチャレンジコンテスト 2013 Summer 関東大会2（2013年9月15日、16日、イオンレイクタウンkaze）※天候不良の影響の為、パフォーマンス中止
- Prizmmy☆ライブ（2013年9月18日、QVCマリンフィールド球場正面ステージ ）
- Prizmmy☆ミニライブ（2013年9月21日、光が丘IMA）
- Prizmmy☆野外ライブ（2013年9月22日、池袋PARCO本館）
- a★smile NAGOYA（2013年9月23日、愛知県芸術劇場）
- CRAZY GONNA CRAZY予約会（2013年9月28日、10月14日、PrismStone原宿）
- ファーストアルバム「TAKE OFF!」発売記念ライブ "Prizmmy☆1st TAKE"（2013年10月6日、マウントレーニアホール渋谷）
- 2013 東北こども博（2013年10月13日、仙台大学）
- 「プリズムストーンショップ」イベント（2013年10月19日、PrismStone伊勢丹松戸店 期間限定ショップ）
- キラット☆エンタメチャレンジコンテスト 2013 Summer 決勝大会（2013年10月26日、品川ステラボール）
- 「CRAZY GONNA CRAZY」発売リリースイベント（2013年10月30日、新星堂サンシャインシティアルパ店）
- Prizmmy☆ GROW UP LIVE＋（2013年11月2日、AKIBAカルチャーズ劇場）
- 「CRAZY GONNA CRAZY」発売記念イベント（2013年11月3日、イーアスつくば）
- Prizmmy☆ミニライブ in PrismStone原宿（2013年11月4日、プリズムストーン原宿）
- Anime Festival Asia 2013（2013年11月8日、Suntec International Convention Centre@シンガポール）※初の海外公演
- 練馬アニメカーニバル2013（2013年11月10日、としまえん）
- DANCE NATION 2013（2013年11月17日、幕張メッセ国際展示場 ）
- 渋谷ぶっ飛び!!ガールズ祭り2013～ウルトラガール新井郁花生誕祭～（2013年11月18日、Shibuya O-East）
- 「CRAZY GONNA CRAZY」発売記念イベント（2013年11月23日、イオンモール春日部 風の広場）
- 新星堂presents iPop ステーションライブ vol.3、vol.4（2013年12月8日、TOKYO FM Hall）
- プリティーリズム LIVE in クリスマス 2013（2013年12月21日、22日、竹芝ニューピアホール）

### 2014年
- クールジャパン・フェスティバル2014（2014年1月17日~19日、ハイストリートフェニックス@インド）※2回目の海外公演
- 次世代ワールドホビーフェア'14 Winter 東京大会（2014年1月26日、幕張メッセ）
- 「Butterfly　Effect」予約撮影会開催（2014年2月2日、プリズムストーン原宿）
- 台北 国際動漫祭（2014年2月6日、台北@台湾）※3回目の海外公演
- GROW UP LIVE　HYPER!!（2014年2月8日、AKIBAカルチャーズ劇場）
- 「Butterfly Effect」発売記念イベント（2014年2月9日、イーアスつくば）
- TOKYO FASHION COLLECTION~Kids＆Teen's~（2014年2月11日、舞浜アンフィシアター）
- 「Butterfly Effect」発売記念イベント（2014年2月16日、新星堂 葛西店）
- ハッピースター☆レストランイベント（2014年2月22日、JOL原宿「モエカワカフェ」）
- アキバで逢いまShowroom Vol.8～Prism☆Box（2014年2月25日、AKIBAカルチャーズ劇場）
- 『ハッピースター☆レストラン』発売記念イベント（2014年3月1日、イオンモール春日部）
- Prism☆Box Welcome to theパーリータイム！（2014年3月2日、AKIBAカルチャーズ劇場）
- 「劇場版 プリティーリズム・オールスターセレクション 」ミニライブ（2014年3月8日、MOVIX亀有）※初日舞台挨拶
- 「劇場版 プリティーリズム・オールスターセレクション 」ミニライブ（2014年3月9日、川崎チネチッタ）
- 「劇場版 プリティーリズム・オールスターセレクション 」ミニライブ（2014年3月15日、 MOVIX三郷）
- 2014 香港 C3（2014年3月16日、香港）※4回目の海外公演
- 「劇場版 プリティーリズム・オールスターセレクション 」ミニライブ（2014年3月21日、 MOVIX八尾）
- 「劇場版 プリティーリズム・オールスターセレクション 」ミニライブ（2014年3月22日、MOVIX三好）
- Prizmmy☆ミニライブinプリズムストーン原宿（2014年3月23日、プリズムストーン原宿）※プリティーリズムモバイルクラブ当選者のみ
- Prizmmy☆サイン会（2014年3月23日、プリズムストーン原宿）
- Prism☆Box大サイン会 in プリズムストーン原宿店（2014年3月29日、プリズムストーン原宿）
- あやみ卒業記念公演（2014年3月30日、お台場 ヴィーナスフォート）
- Prism☆Box Power Up LIVE!! ~プリズム☆メイツ　がんばる編~（2014年4月8日、※2014年4月~6月隔週火曜日定期公演、AKIBAカルチャーズ劇場）
- Prism☆Box Power Up LIVE!! Vol.1（2014年4月22日、※2014年4月~6月隔週火曜日定期公演、AKIBAカルチャーズ劇場）※新生Prizmmy☆お披露目
- ニコニコ超会議3（2014年4月26日、幕張メッセ国際展示場）
- プリズムストーン札幌店にPrizmmy☆がやってくる!（2014年5月3日、プリズムストーン札幌）
- プリズムストーン原宿店一周年記念　Prizmmy☆ライブ（2014年5月4日、プリズムストーン原宿）
- テレ東フェス「ピラメキーノ640」（2014年5月5日、国立代々木競技場第一体育館周辺）
- Prism☆Box Power Up LIVE!! Vol.2（2014年5月13日、※2014年4月~6月隔週火曜日定期公演、AKIBAカルチャーズ劇場）
- Prism☆Box Power Up LIVE!! Vol.3（2014年5月27日、※2014年4月~6月隔週火曜日定期公演、AKIBAカルチャーズ劇場）
- Prism☆Box Power Up LIVE!! Vol.4（2014年6月10日、※2014年4月~6月隔週火曜日定期公演、AKIBAカルチャーズ劇場）
- 東京おもちゃショー2014（2014年6月14日、15日、東京ビッグサイト）
- Prism☆Box Power Up LIVE!! Vol.5（2014年6月24日、※2014年4月~6月隔週火曜日定期公演、AKIBAカルチャーズ劇場）
- LIVE&DANCE fes（2014年6月29日、よみうりランド）
- ファッションショー inプリズムストーン原宿店（2014年7月5日、プリズムストーン原宿）
- Prizmmy☆ミニLIVE in Prism☆Stone原宿店（2014年7月5日、プリズムストーン原宿）
- 「Music　Goes　On」発売記念ミニLIVE（2014年7月6日、新星堂 葛西店）
- Power Up LIVE! 2ndシーズン Vol.1（2014年7月25日、※2014年7月〜第4週金曜定期公演、AKIBAカルチャーズ劇場）
- ちゃおサマーフェスティバル2014（2014年7月27日、神戸国際展示場 2号館1階 コンベンションホール）
- Prism☆Box×モエカワカフェコラボメニュー発表イベント（2014年7月29日、JOL原宿店）
- TOKYO IDOL FESTIVAL2014（2014年8月2日、3日、お台場・青海周辺エリア）
- ちゃおサマーフェスティバル2014（2014年8月9日、10日、パシフィコ横浜 展示ホール1階 ホールD ）
- a-nation island 2014 IDOL NATION NEXT（2014年8月14日、国立代々木競技場第二体育館）
- Prism☆Box×モエカワカフェコラボメニューイベント（2014年8月20日、JOL原宿店）
- JSDA presents アニソンダンスコンテスト（2014年8月20日、国立代々木競技場第二体育館）
- avexキッズダンス体験（2014年8月22日、エイベックスアーティストアカデミー大阪校）
- Prism☆Box×モエカワカフェコラボメニューイベント（2014年8月23日、JOL原宿店）
- プリパラ　Presents　ドリーム　ガールズオーディション（2014年8月24日、イオンモール鶴見緑地）
- avexキッズダンス体験（2014年8月26日、エイベックスアーティストアカデミー東京校）
- Power Up LIVE! 2ndシーズン ～夏まつりだよ全員集合!!～（2014年8月29日、※2014年7月〜第4週金曜定期公演、AKIBAカルチャーズ劇場）
- プリパラ Presents ドリームガールズオーディション（2014年8月30日、イオンモールむさし村山）
- @JAM EXPO 2014（2014年8月31日、横浜アリーナ）
- 神奈川トヨタ AQUA☆キッズダンス（2014年9月7日、ららぽーと横浜）
- キラチャレ 2014 関東大会①（2014年9月13日、イオンレイクタウンkaze）
- a-smile2014 名古屋（2014年9月14日、刈谷市総合文化センター）
- プリパラ Presents ドリームガールズオーディション（2014年9月15日、イオンモール東浦）
- キラチャレ 2014　関東大会②（2014年9月20日、イオンモール幕張新都心）
- a-smile2014 大阪（2014年9月21日、寝屋川市立市民会館）
- 「Jumpin'! Dancin'!」発売記念イベント（2014年9月23日、アーバンドック ららぽーと豊洲 メインステージ）
- Power Up LIVE! 2ndシーズン～ご新規さんでも分かる、Prizmmy☆、プリズム☆メイツ、Prism☆Boxの 傾向と対策!!～（2014年9月26日、※2014年7月〜第4週金曜定期公演、AKIBAカルチャーズ劇場）
- 「Jumpin'! Dancin'!」発売記念イベント（2014年9月27日、イオンモールむさし村山）
- 「Jumpin'! Dancin'!」発売記念イベント（2014年9月28日、イトーヨーカドー葛西店 1Fモールステージ）
- 第17回昭和の秋まつり（2014年10月5日、昭和村総合福祉センター）
- キラチャレ 2014　関東大会③（2014年10月5日、イオンモール太田）
- PrismStone原宿店にPrizmmy☆がやってくる！撮影会（2014年10月11日、プリズムストーン原宿）
- @JAM NEXT vol.11 〜祝！@ いう間のNEXT 1周年！〜（2014年10月12日、AKIBAカルチャーズ劇場）
- 2014 東北こども博（2014年10月13日、仙台大学）
- プリパラ Presents ドリーム ガールズ オーディション決勝大会（2014年10月18日、イオンモール幕張新都心　グランドモール）
- 練馬アニメーションカーニバル「プリパラ」‐Prizmmy☆スペシャルライブ‐（2014年10月19日、練馬文化センター小ホール）
- Prism☆Boxスペシャルワンマンライブ～Prism with me～（2014年11月1日、吉祥寺CLUB SEATA）
- キラチャレ 2014　決勝大会（2013年11月8日、品川ステラボール）
- 発売日限定企画！ Prism☆Boxキラキラ囲みお渡し会（2014年11月26日、プリズムストーン原宿）
- 「キラキランウェイ☆」発売記念イベント（2014年11月30日、モリシア津田沼 1Fセンターコート）
- 「キラキランウェイ☆」発売記念イベント（2014年12月7日、イトーヨーカドー葛西店 1Fモールステージ ）
- プリパラフェスタ in クリスマス（2014年12月13日、幕張メッセ 国際展示ホール4）
- プリパラ＆プリティーリズム クリスマス☆パーティー（2014年12月13日、幕張メッセ国際展示ホール5）
- アニメJAM 2014（2014年12月14日、幕張メッセ国際展示ホール5）
- ホップ！ ステップ！ アイドルプラネット！！（2014年12月18日、duo MUSIC EXCHANGE）
- Showroomプレミアムクリスマスパーティー2014〜きゅーとなサンタがやってくる！〜（2014年12月24日、パセラリゾーツグランデ渋谷）
- ぷっちぐみ月刊化6周年記念プリパラパーティー（2014年12月28日、プリズムストーン原宿）
- Prizmmy☆ライブinプリズムストーン原宿店（2014年12月28日、プリズムストーン原宿）
- タカラトミー「らぁらリカちゃんお渡し会」イベント（2014年12月28日、プリズムストーン原宿）
- Prism☆Box Power Up LIVE! 3rdシーズン ～ファンの皆様のおかげです！年忘れスペシャルライブ～（2014年12月30日、吉祥寺CLUB SEATA）

### 2015年
- アイドル甲子園～謹賀新年2015～（2015年1月2日、赤坂BLITZ）
- DANCE NATION 2014（2015年1月18日、横浜アリーナ）
- ホップ！ステップ！アイドルプラネット～アイドル歌合戦2～DAY（2015年1月24日、duo MUSIC EXCHANGE）
- 次世代ワールドホビーフェア'15 Winter 東京大会（2015年1月25日、幕張メッセ）
- GIRL’S NATURAL LIVE～Prizmmy☆×TPD DASH!!～（2015年1月28日、AKIBAカルチャーズ劇場）
- 2015 香港 C3（2015年2月8日、香港会議展覧中心）
- I Just Wanna Be With You～仮想と真実の狭間で～MV特別上映会（2015年2月14日、CREAM BABY CAFÉ）
- 『I Just Wanna Be With You ～仮想（ヴァーチャル）と真実（リアル）の狭間で～』 発売記念イベント（2015年2月17日、新星堂サンシャインシティアルタ店）
- 『I Just Wanna Be With You ～仮想（ヴァーチャル）と真実（リアル）の狭間で～』 発売記念イベント（2015年2月18日、ニコニコ本社）
- 『I Just Wanna Be With You ～仮想（ヴァーチャル）と真実（リアル）の狭間で～』 発売記念イベント（2015年2月19日、新星堂 国分寺駅ビル店）
- 『I Just Wanna Be With You ～仮想（ヴァーチャル）と真実（リアル）の狭間で～』 発売記念イベント（2015年2月21日、タワーレコード新宿店 7Fイベントスペース）
- 『I Just Wanna Be With You ～仮想（ヴァーチャル）と真実（リアル）の狭間で～』 発売記念イベント（2015年2月22日、新星堂 葛西ヨーカドー店）
- DJ Tomoaki's Radio Show!（2015年2月26日、下北FM＠SFMホールスタジオベイド下北沢店）
- 「劇場版プリパラ　み～んなあつまれ！プリズム☆ツアーズ」公開初日イベント（2015年3月7日、新宿バルト9）
- 「劇場版プリパラ　み～んなあつまれ！プリズム☆ツアーズ」公開初日イベント（2015年3月7日、梅田ブルク7）
- プリズムストーン サテライトショップ大阪　オープンイベント（2015年3月7日、キデイランド大阪梅田店）
- Prism☆Boxライブツアー ～VIRTUAL×REAL～大阪公演（2015年3月8日、LIVEHOUSE BRONZE）
- LIVE＆DANCE fes vol.2@よみうりランド（2015年3月15日、よみうりランド 日テレらんらんホール）
- Prism☆Boxライブツアー ～VIRTUAL×REAL～名古屋公演（2015年3月29日、LiveBox UNLIMITS大須）
- ニコニコ超会議2015（2015年4月25日、26日、幕張メッセ）
- Prism☆Boxライブツアー ～VIRTUAL×REAL～東京公演（2015年5月2日、吉祥寺CLUBSEATA）
- ライトオン主催　Prizmmy☆ライブイベント（2015年5月3日、ららぽーと新三郷）
- キューズ ウマレタ・フェスタ エイベックス・チャレンジステージ（2015年5月4日、もりのみやキューズモールBASE）
- GIRLS☆SPRING2015（2015年5月4日、名古屋RAD HALL）
- Prizmmy☆キラキラ☆グッズファッションショー（2015年5月5日、東急百貨店札幌店）
- Prizmmy☆ワンポイント振り付けレッスン（2015年5月5日、東急百貨店札幌店）
- Prizmmy☆ライブイベント（2015年5月6日、東急百貨店札幌店）
- ライトオン主催　Prizmmy☆ライブイベント（2015年5月16日、ららぽーと横浜）
- NAGOYA IDOL TRIGGER→ vol.1（2015年5月24日、東建ホール丸の内）
- Engadget 例大祭（2015年5月30日、アーツ千代田3331）
- 東京おもちゃショー2015（2015年6月21日、東京ビッグサイト）
- ステッピーチャレンジツアー（2015年6月27日、イオンモール幕張新都心 ファミリーコート）
- 「アメコレvol.2」OSAKA NANIA MAX!!?（2015年7月5日、大阪・OSAKA LIVE HOUSE BRONZE）
- IDOL Collection Vol.111（2015年7月5日、大阪・長堀橋WAXX）
- Przimmy☆定期LIVE vol.0.0 （2015年7月11日、秋葉原MOGRA）
- らぁらプリパラデビュー1周年記念イベント（2015年7月12日、品川インターシティホール ）
- ちくせい舞祭　真夏の決戦2015 〜Come true dream〜（2015年8月1日、茨城県筑西市アルテリオ特設ステージ）
- TOKYO IDOL FESTIVAL 2015（2015年8月2日、お台場・青海周辺エリア）
- IDOL NATION × TOKYO IDOL FESTIVAL ～KOO MEETS IDOL KOO輩 大集合！～（2015年8月3日、国立代々木競技場 第二体育館）
- J:COMPrizmmy☆キッズダンスワークショップ（2015年8月4日、エイベックス・アーティストアカデミー大阪校）
- ライトオン主催 Prizmmy☆ライブイベント（2015年8月8日、アリオ西新井）
- Prizmmy☆定期LIVE vol.1.0 ～DigitaReal～（2015年8月15日、秋葉原MOGRA）
- J:COMPrizmmy☆キッズダンスワークショップ（2015年8月20日、エイベックス・アーティストアカデミー東京校）
- J:COMPrizmmy☆キッズダンスワークショップ（2015年8月21日、エイベックス・アーティストアカデミー福岡校）
- 第3回 ちかっぱ夏祭り 2015（2015年8月22日、SKALA ESPACIO）
- AMAZワンマンライブ（2015年8月23日、代官山LOOP）※オープニングアクトとして出演
- ダナン日越文化交流フェスティバル2015（2015年8月28日、29日、ベトナム・ダナン市新市庁舎周辺部公園）
- Prizmmy☆定期LIVE～DigitaReal～（2015年9月6日、秋葉原MOGRA）
- NAGOYA IDOL TRIGGER→ vol.2（2015年9月12日、13日、東建ホール丸の内）
- ミュージカル「美少女戦士セーラームーン」－Un Nouveau Voyage－東京公演（2015年9月18日~27日、AiiA 2.5 Theater Tokyo）※かりんが出演
- リスアニ!ナイト Vol.05 1st Anniversary SPECIAL EDITION（2015年9月23日、恵比寿リキッドルーム ）※みあ、ひなが出演
- アイドルプラネット プレミアムLIVE 2015（2015年9月27日、Zepp DiverCity Tokyo）
- ミュージカル「美少女戦士セーラームーン」－Un Nouveau Voyage－ 大阪公演（2015年10月2日~4日、サンケイホールブリーゼ）※かりんが出演
- Prizmmy☆定期LIVE～DigitaReal～（2015年10月17日、秋葉原MOGRA）
- 練馬アニメーションカーニバル2015（2015年10月18日、練馬文化センター小ホール）
- 神奈川トヨタ AQUAキッズダンス 2015（2015年10月25日、トレッサ横浜）
- Digitareal Party（2015年11月1日、新宿ReNY）
- キラチャレ 2015　決勝大会（2015年11月14日、品川ステラボール ）※ステッピーカラーズと共演
- おもちゃ王国プレゼンツ「ステッピースペシャルライブステージ（2015年11月21日、イオンモール倉敷）※ステッピーカラーズと共演
- Prizmmy☆ステッピースペシャルライブステージ（2015年11月22日、おもちゃ王国・岡山県玉野市）※ステッピーカラーズと共演
- Prizmmy☆定期LIVE～DigitaReal～（2015年12月5日、秋葉原MOGRA）
- 「親子体操」元気ＵＰプロジェクト（2015年12月6日、郡山カルチャーパーク）
- アニメJAM2015（2015年12月13日、幕張メッセ 国際展示ホール5）
- プリパラ ドリーム☆クリスマスライブ（2015年12月20日、舞浜アンフィシアター）
- DANCE NATION 10th ANNIVERSARY（2015年12月27日、さいたまスーパーアリーナ）
- Prizmmy☆&プリズム☆メイツ年忘れライブ（2015年12月30日、吉祥寺CLUB SEATA）

### 2016年
- EVOLUTION POP! in UDAGAWA（2016年1月13日、渋谷宇田川町ライブハウス4会場）
- ジェフユナイテッド市原・千葉「2016キックオフフェスタ！」（2016年1月17日、フクダ電子アリーナ）
- 第3回CONOMi制服制服アワード授賞式（2016年1月31日、ベルエポック美容専門学校@原宿）※みあ出演
- 『LOVE TROOPER』リリース記念サーキットイベント“WEEKEND TROOPER”（2016年1月31日、ニコニコ本社）
- Nendoroid 10th Anniversary Live（2016年2月6日、幕張イベントホール）
- DANCE KINGDOM NAGOYA（2016年2月7日、名古屋センチュリーホール）※シークレットゲストで出演
- 『LOVE TROOPER』リリース記念サーキットイベント“WEEKEND TROOPER”（2016年2月13日、ニコニコ本社）
- 『LOVE TROOPER』リリース記念サーキットイベント“WEEKEND TROOPER”（2016年2月20日、バンダレコードららぽーと海老名店）
- 『LOVE TROOPER』リリース記念サーキットイベント“WEEKEND TROOPER”（2016年2月26日、ニコニコ本社）
- 『LOVE TROOPER』リリース記念サーキットイベント“WEEKEND TROOPER”（2016年2月27日、ニコニコ本社）
- 『LOVE TROOPER』リリース記念サーキットイベント“WEEKEND TROOPER”（2016年2月28日、イトーヨーカドー葛西店）
- 『LOVE TROOPER』リリース記念サーキットイベント“WEEKEND TROOPER THE FINALI”（2016年3月6日、六本木・Club Cat's TOKYO）
- dキッズ×avex artist academy特別ダンスレッスンでPrizmmy☆と一緒に踊ろう！（2016年3月11日、エイベックス・アーティストアカデミー東京校）
- 『LOVE TROOPER』リリース記念サーキットイベント“WEEKEND TROOPER”追加イベント（2016年3月12日、バンダレコードららぽーと海老名店）
- dキッズ×avex artist academy特別ダンスレッスンでPrizmmy☆と一緒に踊ろう！（2016年3月13日、エイベックス・アーティストアカデミー名古屋校）
- dキッズ×avex artist academy特別ダンスレッスンでPrizmmy☆と一緒に踊ろう！（2016年3月19日、エイベックス・アーティストアカデミー大阪校）
- dキッズ×avex artist academy特別ダンスレッスンでPrizmmy☆と一緒に踊ろう！（2016年3月20日、エイベックス・アーティストアカデミー福岡校）
- プリパラ『チャレンジカップ』Prizmmy☆ライブイベント（2016年3月26日、イオンモールむさし村山 1Fサウスコート）
- プリパラ『チャレンジカップ』Prizmmy☆ライブイベント（2016年3月27日、イオンレイクタウン 1F木の広場）
- 超十代 - ULTRA TEENS FES - 2016（2016年3月29日、幕張メッセ 国際展示場 5・6ホール）※みあ出演
- 舞台『実は私は』 トークショー&写メ会（2016年4月1日、秋葉原メディアゲートスタジオ）※かりん出演
- DigitaReal Party in Roppongi Club Cat's TOKYO（2016年4月2日、六本木・Club Cat's TOKYO）
- 舞台『おやすみジャック・ザ・リッパー』（2016年4月20日-24日、博品館劇場）※みあ4月20日出演　※かりん4月24日出演
- Prizmmy☆&プリズム☆メイツ「DigitaReal Party ～Best Friend～」かのん、なつ卒業公演（2016年4月29日、吉祥寺CLUB SEATA ）
- FRESH POWER FES（2016年5月5日5、イオンモール太田）
- 舞台『実は私は』（2016年5月11日-15日、新宿村LIVE）※かりん出演
- GirlsRevue Vol.6（2016年5月14日、AKIBAカルチャーズ劇場）
- Prizmmy☆&プリズム☆メイツ「DigitaReal Lab Launch Party」（2016年5月21日、吉祥寺CLUB SEATA）
- AbemaTV FRESH! サントニブンノイチのHarajuku Party（2016年5月28日、原宿 Ameba FRESH STUDIO）※ひなMC出演
- 愛乙女★DOLLハルナバースデーライブ2016～ハルナ17歳ダヨ！～全員集合～☆（2016年6月18日、吉祥寺CLUB SEATA）※みあ、れいな友情出演
- AbemaTV FRESH! サントニブンノイチのHarajuku Party（2016年6月18日、原宿 Ameba FRESH STUDIO）※ひなMC出演
- DigitaReal Circuit!! in イオンモール（2016年7月2日、イオンモール川口前川）
- 舞台シズ☆ゲキ「ストライド」（2016年7月6日-10日、築地本願寺ブティストホール）※みあ、かりん出演
- Slide the City FES in Aomi（2016年7月16日、17日、お台場シンボルプロムナード公園 夢の広場・夢の大橋）
- プリパラ サマーアイドルライブツアー2016（2016年7月17日、豊洲PIT）
- Prizmmy☆&プリズム☆メイツ「DigitaReal Lab」（2016年7月18日、吉祥寺CLUB SEATA）
- DigitaReal Circuit!! in イオンモール（2016年7月23日、イオンモール木更津）
- NHKワンダーランド秋葉原2016『ムズムズエイティーン夏の学園祭』（2016年7月30日、ベルサール秋葉原）※みあ出演
- キラチャレ2016 中部予選（2016年8月6日、イオンモール岡崎）
- あきばっか～の vol.10 三周年（2016年8月7日、SPPREMIERE HALL）
- DigitaReal Circuit!! in イオンモール（2016年8月11日、イオンモール日の出）
- キラチャレ2016 九州予選（2016年8月20日、イオンモール福岡）
- 超十代夏期講習 2016（2016年8月23日、青山学院大学 アイビーホール）※みあ出演
- 夏休みスペシャルワークショップpresents by Dole（2016年8月23日、エイベックス・アーティストアカデミー東京校）※ひな出演
- DigitaReal Prizmmy☆＆プリズム☆メイツ ワンマンライブ（2016年8月28日、吉祥寺CLUB SEATA）
- ミュージカル「美少女戦士セーラームーン」-Amour Eternal- 特別番組（2016年8月31日、 LINE LIVE）※かりん出演
- リスアニ！ナイト Vol.07 2nd Anniversary SPECIAL EDITION（2016年9月4日、六本木･Club Cat's TOKYO）
- Prizmmy☆＆プリズム☆メイツ ワンマンライブProduced by みあ（2016年9月25日、 六本木･Club Cat's TOKYO）
- Prizmmy☆＆プリズム☆メイツ ワンマンライブProduced by かりん（2016年9月25日、 六本木･Club Cat's TOKYO）
- Prizmmy☆＆プリズム☆メイツ ワンマンライブ（2016年10月日程未定、 六本木･Club Cat's TOKYO）
- 舞台「放課後戦記」（2016年10月5日-10日、 新宿村LIVE）※みあ出演
- キラチャレ 2016　関東大会②（2016年10月8日、イオンモール幕張新都心）※ひな出演
- スポーツ・オブ・ハート・ミュージックフェス2016（2016年10月15日、 国立代々木競技場 第一体育館）※れいな・みあ・ひな3人での出演
- ミュージカル「美少女戦士セーラームーン」- Amour Eternal- 東京公演（2016年10月15日-23日、AiiA 2.5 Theater Tokyo）※かりん出演
- 中野アニソン文化祭～中野アニソンフェス～（2016年10月22日、23日、中野サンプラザ前特設ステージ）※れいな・みあ・ひな3人での出演
- ミュージカル「美少女戦士セーラームーン」- Amour Eternal- 福岡公演（2016年10月29日30日、 キャナルシティ劇場）※かりん出演
- ミュージカル「美少女戦士セーラームーン」- Amour Eternal- 大阪公演（2016年11月4日-6日、 サンケイホールブリーゼ）※かりん出演
- アニレボ祭！（2016年11月5日、上野公園野外ステージ）
- サントニブンノイチ FRESH by AbemaTV（2016年11月11日、原宿某所）※ひな出演
- あにもーしょん！～君にあえる月曜日～（2016年11月14日、下北沢GARDEN）
- キラチャレ2016 決勝大会（2016年11月19日、品川ステラボール）※ひな出演
- EZ DO DANCE　ダンスワークショップ（2016年11月21日、ニコニコ本社）
- Prizmmy☆＆プリズム☆メイツ ワンマンライブProduced by ひな（2016年11月23日、六本木・ESPRIT TOKYO）
- Prizmmy☆＆プリズム☆メイツ ワンマンライブProduced by れいな（2016年11月23日、六本木・ESPRIT TOKYO）
- "Over The Rainbow“ Rock Festival（2016年11月27日、梅田Zeela）
- プリパラ クリスマス☆ドリームライブ2016（2016年12月25日、舞浜アンフィシアター）
- Prizmmy☆&プリズム☆メイツ年忘れLIVE ～OVERCLOCK LIVE!!!～（2016年12月30日、 吉祥寺CLUB SEATA）

### 2017年
- Wake Up, Girls！ 青葉の記録（2017年1月19日-22日、AiiA 2.5Theater Tokyo）※みあ出演
- ライブミュージカル『プリパラ』み～んなにとどけ！プリズム☆ボイス2017（2017年1月26日-29日、Zepp ブルーシアター六本木）※かりん、ひな出演
- 『Prizmmy☆ THE BEST!!』リリースイベント（2017年2月5日、タワーレコード新宿店）
- 『Prizmmy☆&プリズム☆メイツ Release&Thanks Party』（2017年2月12日、六本木・ESPRIT TOKYO）
- 『Prizmmy☆ THE BEST!!』リリースイベント（2017年2月19日、池袋･ニコニコ本社）
- 『Prizmmy☆ THE BEST!!』リリースイベント（2017年2月25日、ららぽーと富士見）
- 『Prizmmy☆ THE BEST!!』リリースイベント（2017年2月26日、池袋･ニコニコ本社）
- 『Prizmmy☆&プリズム☆メイツ Release&Thanks Party』（2017年3月4日、マハラジャ六本木）
- ミュージカル「美少女戦士セーラームーン」- Amour Eternal- 北海道公演（2017年3月11日12日、恵庭市民会館 大ホール）※かりん出演
- Meikワンマンライブ『Make my day』（2017年3月25日、 渋谷スターラウンジ）※れいな出演
- 超十代 - ULTRA TEENS FES - 2017＠TOKYO（2017年3月28日、幕張メッセ国際展示場6・7ホール）※みあ出演
- Prizmmy☆&プリズム☆メイツ ラストライブ『Hello My Future』（2017年3月30日、新宿ReNY）

## プリズム☆メイツ
Prizmmy☆の妹分ユニット。初期メンバーは、かのん、なつ、ひな、みれい、ゆうか、るな。キラチャレプリティーリズム賞を受賞した、ももな、あいり、さなが加入。
2015年5月2日の吉祥寺CLUB SEATEライブで、るなが卒業。ひなもPrizmmy☆の活動に専念するため卒業。
2016年4月2日の六本木Club Cat'sワンマンライブにて、かのん、なつが卒業を発表。4月29日吉祥寺CLUB SEATEライブにて卒業ライブを行う。

### メンバー
| メイツナンバー | 本名       | 愛称   | 生年月日       | 出身地   | 血液型 | 備考 |
| -------------- | ---------- | ------ | -------------- | -------- | ------ | --- |
| 4              | 高橋実鈴   | みれい | 2002年11月7日  | 千葉県   |        | - プリズム☆メイツ副リーダー - RONI GIRLS 3期生 - 姉はPrizmmy☆のかりん |
| 5              | 高柳祐花   | ゆうか | 2001年6月27日  | 千葉県   | O型    | - プリズム☆メイツリーダー - ニコ☆プチJSガールコレクション2012出演 - JSガール読者モデル - まるやま・京彩グループ着物モデル |
| 7              | 青木萌々菜 | ももな | 2005年1月5日   | 埼玉県   |        | - キラット☆エンタメ チャレンジ・コンテスト - 2012 SUMMER プリティーリズム賞 |
| 8              | 浜村愛梨   | あいり | 2004年6月17日  | 東京都   |        | - キラット☆エンタメ チャレンジ・コンテスト - 2013 SUMMER プリティーリズム賞 - JSガールフェスティバル2013出演 - JSガール読者モデル |
| 9              | 石井紗那   | さな   | 2003年3月3日   | 群馬県   |        | - キラット☆エンタメ チャレンジ・コンテスト - 2013 SUMMER プリティーリズム賞 - JSガール元専属モデル - タカラトミー「トワールリングバトン」イメージモデル、トワールカラーズとして活動 - テレビ東京系列「おはスタ」元おはガール ニックネームはさーちゃん - 2016年度東京ガールズオーディションモデル部門 セミファイナリスト |
| 1              | 萩野伽音   | かのん | 2003年3月26日  | 神奈川県 |        | - 2016年4月29日吉祥寺CLUB SEATEの公演を持ってプリズム☆メイツ(Prism☆Box)を卒業 - RONI GIRLS 3期生 |
| 2              | 薄倉奈津   | なつ   | 2001年8月12日  | 千葉県   | B型    | - 2016年4月29日吉祥寺CLUB SEATEの公演を持ってプリズム☆メイツ(Prism☆Box)を卒業 - 元プリズム☆メイツリーダー - 元JSガール読者モデル - 妹はRONI GIRLS 5期生の薄倉里奈 |
| 3              | 宮崎妃夏   | ひな   | 2000年7月11日  | 神奈川県 | A型    | 上記参照 |
| 6              | 鈴木瑠奈   | るな   | 2000年10月20日 | 埼玉県   | O型    | - 2015年5月2日のPrism☆Box Live Tour~VIRTUAL×REAL~東京公演(吉祥寺CLUB SEATE)の公演を持ってプリズム☆メイツ(Prism☆Box)を卒業 - 元JSガール読者モデル - 雑誌『ダンス・スタイル・キッズ』1期生 - RONI GIRLS 3期生 - 2019年より東京ヤクルトスワローズの公式チアリーディングチーム『Passion』に所属 背番号5                     |

### シングル
| 通番 | 発売日         | タイトル                         | 販売形態                                 | 備考                               |
| ---- | -------------- | -------------------------------- | ---------------------------------------- | ---------------------------------- |
| 1    | 2013年11月6日  | るな＆ひな「Glory Days」         | mu-mo、レコチョク、ドワンゴ、iTunes 配信 | 2ndアルバム「Music Goes On」に収録 |
| ２   | 2013年11月6日  | かのん&みれい「Dancing Doctor」  | mu-mo、レコチョク、ドワンゴ、iTunes 配信 | 2ndアルバム「Music Goes On」に収録 |
| 3    | 2013年12月11日 | なつ&ゆうか「ポジカル ワールド」 | mu-mo、レコチョク、ドワンゴ、iTunes 配信 | 2ndアルバム「Music Goes On」に収録 |
| 4    | 2014年2月14日  | ももな「チョコレートパラダイス」 | mu-mo、レコチョク、ドワンゴ、iTunes 配信 | 2ndアルバム「Music Goes On」に収録 |

- ライブパフォーマンス限定の楽曲「プリズム☆メイツ's AISATSU SONG」　「Summer day プリズム☆メイツバージョン」 「BRAND NEW WORLD!! プリズム☆メイツバージョン」 「ワンダ!!!! プリズム☆メイツバージョン」

### ミニアルバム
| 通番 | 発売日        | タイトル                             | 販売形態 | 規格品番     |                                            |
| ---- | ------------- | ------------------------------------ | -------- | ------------ | ------------------------------------------ |
| 1    | 2016年2月24日 | プリズム☆メイツ「全身全霊GO MY WAY」 | CD+DVD   | EYCA-10788/B | Prizmmy☆ミニアルバム「LOVE TROOPER」に収録 |

### テレビ番組
- 土曜オリジナルドラマ 連続ドラマW 5人のジュンコ（2015年11月-全5話、WOWOWプライム）※ゆうか出演

### ライブ・イベント
- プリズム☆メイツ１日店長第1弾!!＜なつ＆ゆうか＞１日店長（2013年8月4日、プリズム☆ストーン原宿）
- プリズム☆メイツ１日店長第2弾!!＜かのん＆みれい＆ももな＞１日店長（2013年8月11日、プリズム☆ストーン原宿）
- ちゃおサマーフェスティバル2013（2013年8月18日、パシフィコ横浜）
- プリズム☆メイツ チャレンジLIVE（2013年8月25日、プリズム☆ストーン原宿）
- プリズム☆メイツ１日店長第３弾!!＜ひな＆るな＞１日店長（2013年9月8日、プリズム☆ストーン原宿）
- プリズム☆メイツ チャレンジLIVE.2（2013年10月20日、プリズム☆ストーン原宿）
- プリズム☆メイツ1日店長&Duo体験会＜ひな＆るな＞（2013年11月2日、プリズム☆ストーン京王新宿店）
- プリズム☆メイツ チャレンジLIVE.3（2013年12月28日、プリズム☆ストーン原宿）
- フューチャーアイドルパーティースペシャル『アイドルプラネット プレミアムLIVE DAY』（2013年12月30日、 duo MUSIC EXCHANGE）
- フューチャーアイドルパーティースペシャル『アイドルプラネット プレミアムLIVE　NIGHT』（2013年12月30日、 duo MUSIC EXCHANGE）
- アイドルランカーin池袋（2014年1月25日、 池袋ブラックホール）
- プリズム☆メイツ チャレンジライブ SPECIAL！（2014年2月8日、AKIBAカルチャーズ劇場）※大雪の為、公演中止
- プリズム☆メイツ ひな＆るな来店（2014年2月9日、プリズム☆ストーン原宿）
- プリズム☆メイツプロデュース商品発売イベント（2014年3月21日、プリズム☆ストーン原宿）
- 渋谷MIXジュース〜春爛漫唄い躍れ乙女〜（2014年4月19日、渋谷RUIDO k2）
- アイドルプラネットPresents アイドル百戦錬磨（2014年6月22日、渋谷マウントレーニアホール）
- ノロっていいとも！＜るな＆なつ＞（2014年8月5日、SHOWROOM）
- Prism☆Box×モエカワカフェコラボメニューイベント＜ももな＞（2014年8月8日、JOL原宿店）
- ダンスステージ&ゲストモデルファッションショー（2014年8月12日、京王百貨店新宿店）
- アイドルプラネット プレミアムLIVEスペシャル DAY（2014年8月17日、duo MUSIC EXCHANGE ）
- パンパカパンツがやってくる！＜かのん・みれい・ももな・あいり＞（2014年8月23日、東京ソラマチ　ツリー ビレッジ）
- 「Showroom Live Vol.1」Presented by アイドル甲子園（2014年10月4日、SHIBUYA CLUB QUATTRO）
- 「Showroom Live Vol.2」Presented by アイドル甲子園（2014年10月4日、SHIBUYA CLUB QUATTRO）
- アイドルプラネット プレミアムLIVE ～アイドル歌合戦～（2014年11月23日、Zepp DiverCity Tokyo）
- プリズム☆メイツ定期ライブ vol.1（2015年6月27日、プリズムストーン原宿）
- プリズム☆メイツ定期ライブ vol.2（2015年7月4日、プリズムストーン原宿）
- プリズム☆メイツ定期ライブ vol.3（2015年7月20日、プリズムストーン原宿）
- プリズム☆メイツ定期ライブ vol.4（2015年7月25日、プリズムストーン原宿）
- プリズム☆メイツ定期ライブ vol.5（2015年8月9日、プリズムストーン原宿）
- プリズム☆メイツ定期ライブ vol.6（2015年8月23日、プリズムストーン原宿）
- キラチャレ 2015　関東大会①（2015年9月19日、イオンモール川口前川）
- アイドルプラネットプレミアムLIVE 前夜祭　DAY（2015年9月21日、duo MUSIC EXCHANGE）※ゆうかMCとして出演
- キラチャレ 2015　関東大会②（2015年9月27日、イオンモール幕張新都心）
- アイドル観測所＆アイドルプラネットPresent’s『東海アイドル万博2015』（2015年10月3日、東建ホール）
- 第18回昭和の秋まつり（2015年10月4日、昭和村総合福祉センター）
- アイドルプラネット エクストリームLIVE 2015（2015年10月28日、duo MUSIC EXCHANGE）※ゆうかMCとして出演
- アイドルプラネットエクストリームLIVE2　NIGHT（2015年11月28日、duo MUSIC EXCHANGE）※ゆうかMCとして出演
- プリズム☆メイツ定期ライブ（2015年11月29日、プリズムストーン原宿）
- プリズム☆メイツ定期ライブ（2015年12月13日、プリズムストーン原宿）
- ベイブレードバースト＆プリスポ 全国ツアー with カミワザ・ワンダ（2016年4月17日、イオンモール広島祇園 ）※さなが出演
- ベイブレードバースト＆プリスポ 全国ツアー with カミワザ・ワンダ（2016年5月1日、イオンモール旭川西 ）※さなが出演
- 「エコライフ・フェア2016」おはスタスペシャルステージ（2016年6月4日、代々木公園 ）※さなが出演
- ユメオイ少女 定期公演ゲスト出演（2016年6月7日、吉祥寺ROCK JOINT GB ）
- 東京おもちゃショー2016（2015年6月11日、東京ビッグサイト ）※さながトワールカラーズで出演
- 次世代ワールドホビーフェア'16 Summer（2013年6月26日、幕張メッセ ）※さなが出演
- ユメオイ少女 定期公演ゲスト出演（2016年7月5日、吉祥寺ROCK JOINT GB ）
- ユメオイ少女 定期公演ゲスト出演（2016年8月9日、吉祥寺ROCK JOINT GB ）
- ユメオイプロジェクト公演（2016年8月11日、吉祥寺ROCK JOINT GB ）※ももな、あいり、さなが出演
- ユメオイ少女 定期公演ゲスト出演（2016年9月13日、吉祥寺ROCK JOINT GB ）
- キラチャレ 2016　関東大会①（2016年9月17日、イオンモール川口前川）
- ユメオイ少女 定期公演ゲスト出演（2016年10月11日、吉祥寺ROCK JOINT GB ）
- ユメオイ少女 定期公演ゲスト出演（2016年11月8日、吉祥寺ROCK JOINT GB ）
- キラチャレ2016 決勝大会（2016年11月19日、品川ステラボール ）※さな出演
- 『アイドルプラネット in OSAKA 5』DAY/NIGHT（2017年1月28日、CLUB COCHLEA ）
- 次世代ワールドホビーフェア東京大会（2017年1月29日、幕張メッセ ）※さな出演
- ユメオイ少女 定期公演ゲスト出演（2017年1月31日、吉祥寺ROCK JOINT GB ）
- 月刊 IDOL Pl@net ちゃんねる（2017年3月8日、WALLOP放送局  STUDIO WAROS ）※ゆうか出演
- ユメオイ少女 定期公演ゲスト出演（2017年3月21日、吉祥寺ROCK JOINT GB ）

### 雑誌
- GiRLPOP 2014 SUMMER（2014年6月2日）
- 『ぷっちぐみ』2016年5月号（2016年4月）※さな出演

### その他
- ニンテンドー3DSソフト「ちゃおイラストクラブ」PV　※ゆうかが出演
- まるやま・京彩グループ着物モデル　※ゆうかが出演
- タカラトミー「トワールリングバトン」イメージモデル　※さなが出演

## Prism☆Box
「Prizmmy☆」と「プリズム☆メイツ」のメンバーで構成されたガールズユニット。

### メンバー
- かりん、みあ、れいな、ひな、ゆうか、みれい、ももな、あいり、さな[15]、あやみ、るな、かのん、なつ

### ディスコグラフィ

#### シングル
| 通番 | 発売日         | タイトル                  | カップリングタイトル                   | 販売形態 | 規格品番     |                               |
| ---- | -------------- | ------------------------- | -------------------------------------- | -------- | ------------ | ----------------------------- |
| 1    | 2013年4月24日  | RainBow×RainBow           | Boyfriend♡♡♡                           | CD+DVD   | AVCA-62254/B |                               |
| 2    | 2014年2月26日  | ハッピースター☆レストラン | Welcome to the HAPPY STAR ☆ RESTAURANT | CD+DVD   | AVCA-74278/B | アニミュウモ限定版もあり      |
| 3    | 2014年4月30日  | ずっとも！Zoo             |                                        | 配信     |              | レコチョクにて着うたほか 配信 |
| 4    | 2014年11月26日 | キラキランウェイ☆         | ずっとも!Zoo                           | CD+DVD   | EYCA-10069/B |                               |

### タイアップ
| 楽曲                      | タイアップ                                                        | 収録作品                                 | 備考                                   |
| ------------------------- | ----------------------------------------------------------------- | ---------------------------------------- | -------------------------------------- |
| RainBow×RainBow           | 『プリティーリズム・レインボーライブ』第1クールエンディングテーマ | 1stシングル「RainBow×RainBow」           | 2ndアルバム「「Music Goes On」に収録   |
| ハッピースター☆レストラン | 『プリティーリズム・レインボーライブ』第4クールエンディングテーマ | 2ndシングル「ハッピースター☆レストラン」 | 2ndアルバム「「Music Goes On」に収録   |
| ずっとも！Zoo             | えいがパンパカパンツ バナナン王国の秘宝エンディングテーマ         | 配信「ずっとも！Zoo」                    | 3rdシングル「キラキランウェイ☆」に収録 |
| キラキランウェイ☆         | 『プリパラ』第2クールエンディングテーマ                           | 3rdシングル「キラキランウェイ☆」         |                                        |

### 公演
- 「えいがパンパカパンツ」ミニライブ＆撮影会 Prism☆Box(みれい、かのん、ももな、あいり)（2014年5月3日、新宿ビックロ）
- 「えいがパンパカパンツ」ミニライブ＆撮影会 Prism☆Box(るな、なつ、ゆうか、さな)（2014年5月3日、ゆめタウンはません、TOHOシネマズ光の森）
- 「えいがパンパカパンツ」ミニライブ＆撮影会 Prism☆Box(るな、なつ、ゆうか、さな)（2014年5月4日、TOHOシネマズ宇城）
- 「えいがパンパカパンツ」ミニライブ＆撮影会 Prism☆Box(みれい、かのん、ももな、あいり)（2014年5月5日、有楽町ビックカメラ）
- 「えいがパンパカパンツ」公開前日イベント（2014年5月9日、お台場シネマメディアージュ）
- 「えいがパンパカパンツ」静岡舞台挨拶キャラバン Prism☆Box（2014年5月10日、TOHOシネマズららぽーと磐田、TOHOシネマズ浜北、TOHOシネマズ浜松、静岡東宝会館）
- 「えいがパンパカパンツ」静岡舞台挨拶キャラバン Prism☆Box(みれい、かのん、ももな、あいり)（2014年5月11日、シネシティザート、藤枝シネ・プレーゴ、サントムーン柿田川）
- 「えいがパンパカパンツ」DVD発売イベント Prism☆Box(みれい、かのん、ももな、あいり)（2014年12月6日、原宿鷹の爪団の秘密基地）

## プリズム☆アイドル研究生’s
TVアニメ「プリパラ」のエンディグテーマ時に結成されたユニット、らぁら with プリズム☆アイドル研究生’sでデビュー。

### メンバー
- ゆうか、みれい、ももな、あいり

### ディスコグラフィ

#### シングル
| 通番 | 発売日        | タイトル                      | カップリングタイトル | 販売形態 | 規格品番     |
| ---- | ------------- | ----------------------------- | -------------------- | -------- | ------------ |
| 1    | 2015年6月17日 | アイドルキンリョク♥Lesson GO! |                      | CD+DVD   | EYCA-10507/B |

### タイアップ
| 楽曲                           | タイアップ                                 | 収録作品                                     |
| ------------------------------ | ------------------------------------------ | -------------------------------------------- |
| アイドルキンリョク♥Lesson GO!' | 『プリパラ』第２シーズンエンディングテーマ | 1stシングル「アイドルキンリョク♥Lesson GO!」 |

### 公演
- ニコニコ超会議2015（2015年4月25日、26日、幕張メッセ）
- PrismStone原宿店に『プリズム☆アイドル研究生‘S』がやってくる!（2015年4月29日、PrismStone原宿店）
- 朝日　住まいづくりフェア2015（2015年6月7日、東京ビッグサイト）
- 『アイドルキンリョク♥Lesson GO!』発売記念イベント（2015年6月14日、タワーレコード新宿）
- 『アイドルキンリョク♥Lesson GO!』発売記念イベント（2015年6月16日、ニコニコ本社）
- 東京おもちゃショー2015（2015年6月20日、21日、東京ビッグサイト ）
- らぁらプリパラデビュー1周年記念イベント（2015年7月12日、品川インターシティホール ）
- ちゃおサマーフェスティバル2015 神戸会場（2015年7月26日、神戸国際展示場 ）
- ちゃおサマーフェスティバル2015 横浜会場（2015年8月15日、16日、パシフィコ横浜 ）
- ライトオンプレゼンツ、プリパラクリスマスナンバーワンアイドル決定戦（2015年12月19日、イオンモール水戸内原 ）